# А-9
Антонов А-9 — одномісний цільнодерев'яний планер, створений в КБ Антонова в 1948 році. Було вироблено 27 штук.

## Рекорди
На А-9 було встановлено 1 світовий та 12 всесоюзних рекордів дальності, висоти й швидкості польотів.

## Характеристики
- Розмах крила — 16,24 м
- Довжина — 6,40 м
- Відносне подовження — 19,6
- Висота — 1,49 м
- Площа крила — 13,50 м
- Маса:
  - порожнього — 310 кг
  - політна — 410 кг
- Максимальна швидкість — 200 км/год
- Максимальна аеродинамічна якість — 30
- Мінімальне зниження — 0,76
- Швидкість мінімального зниження — 85 м/с
- Посадкова швидкість — 85 км/год
- Максимально допустиме перевантаження — 8G
- Екіпаж — 1